# 眞木めい
眞木 めい（まき めい、1998年1月29日 - ）は、日本の元女優である。本名及び旧芸名、桝岡 明（ますおか めい）。兵庫県出身。みずがめ座。かつて劇団ひまわりに所属していた。

## 概要
2004年に舞台でデビュー、その後、テレビ出演で活躍。健栄製薬「手ピカジェル」のCMで子供キャスターをつとめ、あらいグマと共演していた。2009年後半に眞木 めいに改名した。

## 出演

### テレビドラマ
- メモリー・オブ・ラブ（2004年12月 - 2005年1月、TBS）
- 悲しみを勇気にかえて（2005年1月14日、MBS） - 米津深理 役
- 11通の…出せなかったラブレター 第5通 タクシーララバイ（2005年2月5日、朝日放送）
- 横山やすしフルスロットル 第2弾「阿波鳴門純愛物語」（2005年3月21日、関西テレビ） - 木村光 役
- 風のハルカ（2005年10月 - 2006年3月、NHK） - 水野アスカ（幼少時）役
- よろず刑事 第5話（2006年2月、朝日放送） - シノブ 役
- 日本の食卓を変えた火の國の女「江上トミ」（2006年11月5日、テレビ熊本）
- 誰がパパやねん!（2007年1月12日、NHK大阪） - 八木しおり 役
- NHK木曜時代劇「新・はんなり菊太郎〜京・公事宿事件帳〜」第3回（2007年、NHK総合）
- 土曜ドラマ「ジャッジ 〜島の裁判官奮闘記〜」（2007年10月 - 11月、NHK総合） - 三沢麻衣子 役
- 土曜ドラマ「ジャッジII 〜島の裁判官奮闘記〜」（2008年10月 - 11月、NHK総合） - 三沢麻衣子 役
- 青春ドラマスペシャル サムライ転校生 〜我ガ道ハ武士道ナリ〜（2009年3月28日、関西テレビ）
- DRAMADA-J「そこにいるボギー」（2009年7月30日・8月6日、関西テレビ） - あかね 役
- 科捜研の女9第5話「二度狙われた少女!W誘拐に隠された謎」（2009年8月6日、テレビ朝日） - 宇津木莉子 役
- ウェルかめ（2009年11月、NHK） - 佐藤さつき 役
- カーネーション（2011年10月 - 2012年3月、NHK） - 小原清子 役
- BS時代劇 立花登青春手控え（2016年5月 - 7月、NHK BSプレミアム） - みき 役

### テレビ番組
- かがくdeムチャミタス!（2008年4月 - 2011年4月、テレビ大阪） - メイ 役

### CM
- 関西電力（2008年）
- 小僧寿しチェーン
- 健栄製薬、手ピカジェル 子供キャスター編（2009年10月 - ）

### 舞台
- 花吹雪春爛漫物語（2004年） - お里 役
- 京橋花月8月よる芝居『パパ』（2009年8月） - しおり 役
- たかつかまさひこのミステリー劇場vol.2「夏休みだョ!青春探偵」（2012年7月）

### ラジオドラマ
- 手の記憶（2009年） - ゆうか 役